# Esfaqueamento de George Harrison
O Esfaqueamento de George Harrison, músico e ex-membro dos Beatles, ocorreu em 30 de dezembro de 1999.
Michael Abram, um homem de 34 anos, esquizofrênico paranoico, de Liverpool, Inglaterra, esfaqueou Harrison quarenta vezes. Apesar de sofrer ferimentos graves, Harrison sobreviveu ao ataque, mas morreu em 2001 devido a um câncer de pulmão. Aqueles que o conheciam especularam que o esfaqueamento foi a causa do retorno do câncer, com Keith Richards especulando "Acho que ele provavelmente teria vencido o câncer se não fosse pela lâmina". 

## Antecedentes

### Suspeito
Michael Abram, (nascido c. 1966), de Liverpool, Merseyside, a mesma cidade de Harrison, foi um aluno talentoso na St Columba's Comprehensive School em Huyton, Merseyside.  Ele entrou no ramo de telemarketing em algum momento da década de 1980 e tinha uma esposa, Jeanette, e dois filhos. A mãe de Abram, Lynda, afirmou na época que as pressões do trabalho o levaram a usar heroína e maconha. Após uma discussão violenta, Abram foi internado em um hospital psiquiátrico pela primeira vez em 1990; ele seria internado várias vezes ao longo da década e ficou "desesperadamente doente" no final da década de 1990, quando decidiu matar Harrison. 
Abram sofria de esquizofrenia e delírios, que os especialistas em saúde mental acreditavam que eram agravados pelo consumo de drogas, e se considerava São Miguel e enviado por Deus para matar Harrison. 
Um mês antes da intrusão, Abram passou duas semanas numa ala psiquiátrica de Merseyside, mas foi removido após alegadamente ter atacado um membro da equipa de enfermagem,  e ter sido considerado como não tendo quaisquer doenças mentais. 

### Segurança da propriedade
Harrison ficou cada vez mais preocupado com a segurança após o assassinato do colega Beatle John Lennon em 1980;  os moradores locais compararam a propriedade de Harrison ao Forte Knox. A segurança já tinha sido reforçada após repetidas ameaças de morte,  um incidente de perseguição em 1992 e uma tentativa de arrombamento em 1997, resultando na implementação de holofotes e de altas cercas de arame farpado. Além disso, havia cães de guarda na propriedade e os visitantes tiveram que ser revistados antes que o acesso fosse concedido. 

## Ataque
Pouco antes do ataque, Abram entrou em uma igreja local e perguntou "onde estava o escudeiro", referindo-se a Harrison. O vigário não sabia a quem se referia inicialmente. 
Por volta das 3h30 da manhã do dia 30 de dezembro, Abram invadiu a propriedade de Harrison, escalando os muros e ignorando sua equipe de segurança particular.  George e sua esposa Olivia foram acordados pelo som de vidro quebrando,  e saíram da cama. Depois de descer as escadas e descobrir uma janela quebrada, ele testemunhou Abram no salão principal da propriedade.  Abram estava empunhando uma faca de quinze ou dezoito centímetros de comprimento,  que Harrison avistou e começou a lutar com Abram para desarmá-lo.  Depois que Harrison começou a cantar o mantra "Hare Krishna" para distrair seu agressor, a luta se intensificou. Harrison foi esfaqueado várias vezes na parte superior do corpo durante o ataque, com uma das facadas fazendo seu pulmão esvaziar. O ataque só foi interrompido quando Olivia atirou uma lâmpada em Abram,  e a polícia chegou para detê-lo. 
Harrison foi levado às pressas para o Royal Berkshire Hospital devido a um colapso pulmonar e ferimentos de faca, mas depois foi transferido para o Harefield Hospital devido à extensão de seus ferimentos. No hospital, ele recebeu analgésicos para tentar aliviar a dor;  um cirurgião do hospital onde Harrison foi tratado declarou que ele teve "sorte de estar vivo".  Harrison recebeu mais de 40 facadas e um pulmão perfurado teve que ser removido.  Um ataque quase atingiu a veia cava superior; se tivesse sido atingida, a morte seria quase certa.  Apesar de gravemente ferido, um porta-voz da propriedade de Harrison descreveu seu estado como "estável, mas com dor".  Ele acabaria recebendo alta do hospital menos de duas semanas depois e estava se recuperando em casa na época do julgamento de Abram. 

### Investigação
Euan Read, um inspetor-chefe da Polícia de Thames Valley, negou rapidamente que o incidente tenha sido uma tentativa de roubo, suspeitando que "o infrator tinha vindo aqui deliberadamente".  Este relato seria corroborado por Harrison, que também não o considerou um roubo. 
Harrison divulgou uma declaração pública logo depois, afirmando que "Adi Xancara, uma pessoa histórica, espiritual e descolada da Índia, disse uma vez: 'A vida é frágil como uma gota de chuva em uma folha de lótus'. E é melhor você acreditar." 

## Consequências

### O julgamento de Abram e os eventos subsequentes
Abram sofreu ferimentos na cabeça relacionados ao ataque e foi internado no Royal Berkshire Hospital junto com George.  Ele compareceu ao tribunal no dia seguinte, tendo sido libertado sob fiança pelos magistrados de Oxford.  Durante o julgamento, Abram solicitou o envio de uma carta à família Harrison. O advogado de Abram leu uma declaração no tribunal, pedindo desculpas profusamente pelo ataque e alegando que não sabia que tinha esquizofrenia.  O tribunal também foi informado de que Abram gostava de ouvir música sentado em um vaso de flores virado para cima e que sua saúde mental começou a se deteriorar após o eclipse solar de 1999.  Acusado de tentativa de homicídio, o juiz Asill considerou Abram inocente de insanidade, embora tenha ordenado confinamento indefinido em um hospital psiquiátrico.  O filho de Harrison, Dhani, falou do lado de fora do Tribunal da Coroa de Oxford, afirmando que era "trágico que alguém pudesse sofrer tal colapso mental".  Olivia estava presente na audiência do tribunal e declarou: "Havia sangue nas paredes e sangue no tapete. (...) Este foi o momento em que percebi que seríamos assassinados e que este homem estava conseguindo nos assassinar, e não havia mais ninguém lá para ajudar."  O próprio George não compareceu à audiência do tribunal, mas forneceu uma declaração, afirmando que "houve um momento durante esta luta violenta em que eu realmente acreditei que estava morrendo". Abram aparentemente não ofereceu nenhuma reação ao relato vívido de Harrison. 
Abram recebeu alta de um hospital psiquiátrico em Rainhill em julho de 2002, oito meses após a morte de Harrison,   e foi colocado em um albergue. A família de Harrison reagiu negativamente à libertação antecipada, afirmando que não tinha sido informada da libertação de Abram com antecedência,  e referindo-se a ela como "perturbadora e insultuosa". Por sua vez, Abram insistiu que não era mais um risco e era uma pessoa normal enquanto estivesse sob medicação. 
O Liverpool Echo relatou em 2005 que Abram se juntou à filial local do Citizens Advice Bureau.  De acordo com a biografia de Harrison escrita porPhilip Norman em 2023, Abram "estava supostamente a treinar para se tornar um conselheiro voluntário do Citizens Advice Bureau". 

### Saúde de Harrison após o ataque
Os ferimentos de George no ataque de Friar Park foram mais graves do que o relatado na imprensa e levaram à remoção de uma parte de um dos seus pulmões;  no espaço de um ano, o cancro que ele tinha vencido através do tratamento em 1998 regressou sob a forma de cancro do pulmão. 
Aos 58 anos, Harrison morreu em 29 de novembro de 2001 em uma propriedade pertencente ao seu ex-colega de banda Paul McCartney em Beverly Hills, Califórnia. 
Tendo visto Harrison com uma aparência tão saudável de antemão, aqueles em seu círculo social acreditaram que o ataque causou uma mudança nele e foi a causa do retorno do câncer. 
Keith Richards disse à revista Rolling Stone: "Acho que ele provavelmente teria vencido o câncer se não fosse pela lâmina [...] Quer dizer, sabemos que ele não morreu [por ter sido esfaqueado], mas tenho certeza de que isso acabou com sua resistência ao que ele teve que lidar". 
O companheiro de banda de Harrison no Travelling Wilburys, Tom Petty, disse à Rolling Stone após a morte de Harrison: "[Sua morte é] muito mais fácil para mim do que se ele tivesse morrido naquela noite no ataque. Não acho que eu conseguiria lidar com isso. Eu disse isso a ele. Quando liguei minha TV na manhã em que ele foi esfaqueado, parecia que ele tinha morrido, havia tantas coisas biográficas aparecendo na TV. Depois disso, eu disse a ele: 'Eu já meio que passei pela sua morte.' E eu disse: 'Só me faça um favor e não morra desse jeito, porque eu simplesmente não consigo lidar com isso.' Ele disse que me prometeu que não iria morrer desse jeito". 
O filho de Harrison, Dhani, disse sobre o ataque: "Definitivamente tirou anos de sua vida, você sabe. Se você está tentando lutar contra o câncer e depois está tentando se manter vivo de algo assim, isso tem que tirar isso de você". 

### Reações públicas
Paul McCartney, ex-colega de banda de Harrison, emitiu uma breve declaração após o ataque, que afirmou: 
Graças a Deus que George e Olivia estão bem. Envio-lhes todo o meu amor. Não tenho mais comentários a fazer.
Ringo Starr, o baterista dos Beatles, fez uma declaração semelhante desejando condolências a Harrison e sua família. 
George Martin, produtor de grande parte do catálogo dos Beatles e frequentemente chamado de o suposto Quinto Beatle, declarou que ficou "horrorizado" com o ataque e opinou sobre a recente reclusão de Harrison. 
De acordo com o filho de Harrison, Dhani, o próprio George reagiu sarcasticamente ao ataque, opinando que "ele não era um ladrão e certamente não estava fazendo um teste para os Traveling Wilburys". 
Quando perguntado se ele ficou impressionado com a defesa de George feita pela esposa de Harrison, Tom Petty disse: "Quando ouvi sobre isso, enviei um fax para George, e ele apenas dizia: 'Você não está feliz por ter se casado com uma garota mexicana?' Olivia realmente arrasou". 